# Lista de hospitais da Bahia

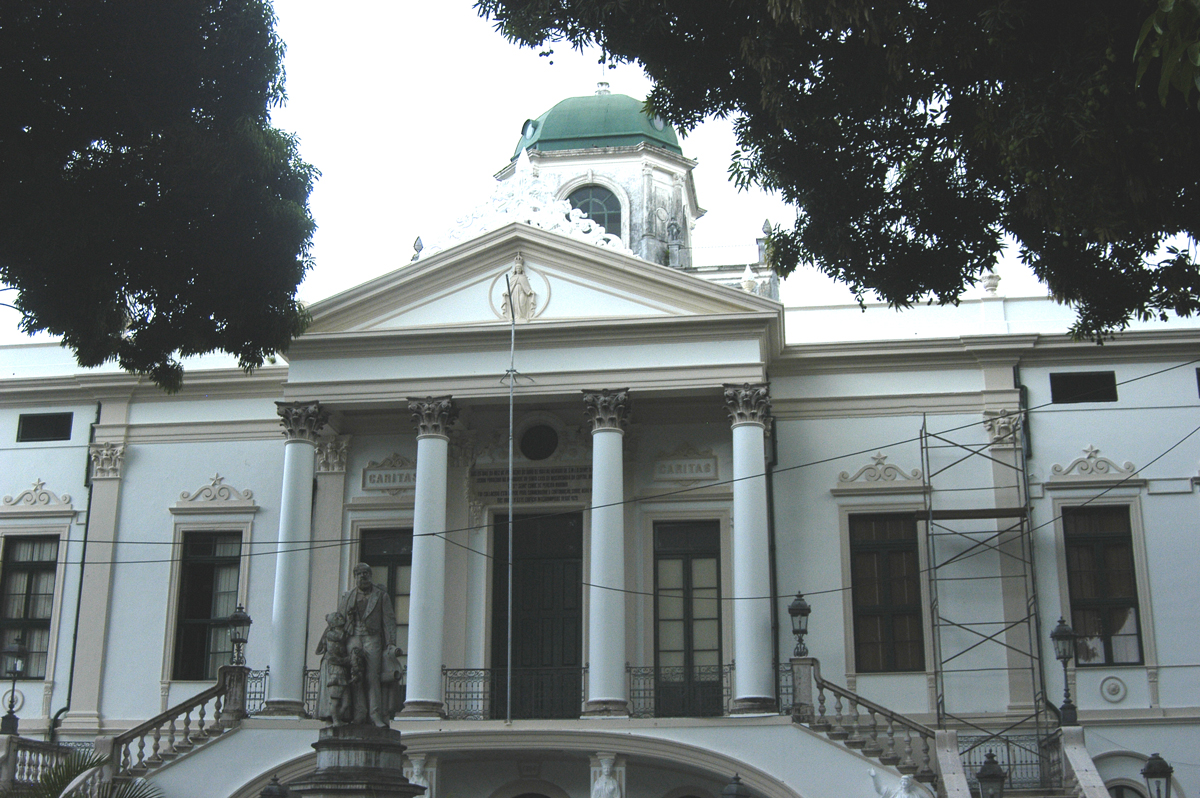
Hospital Santa Izabel

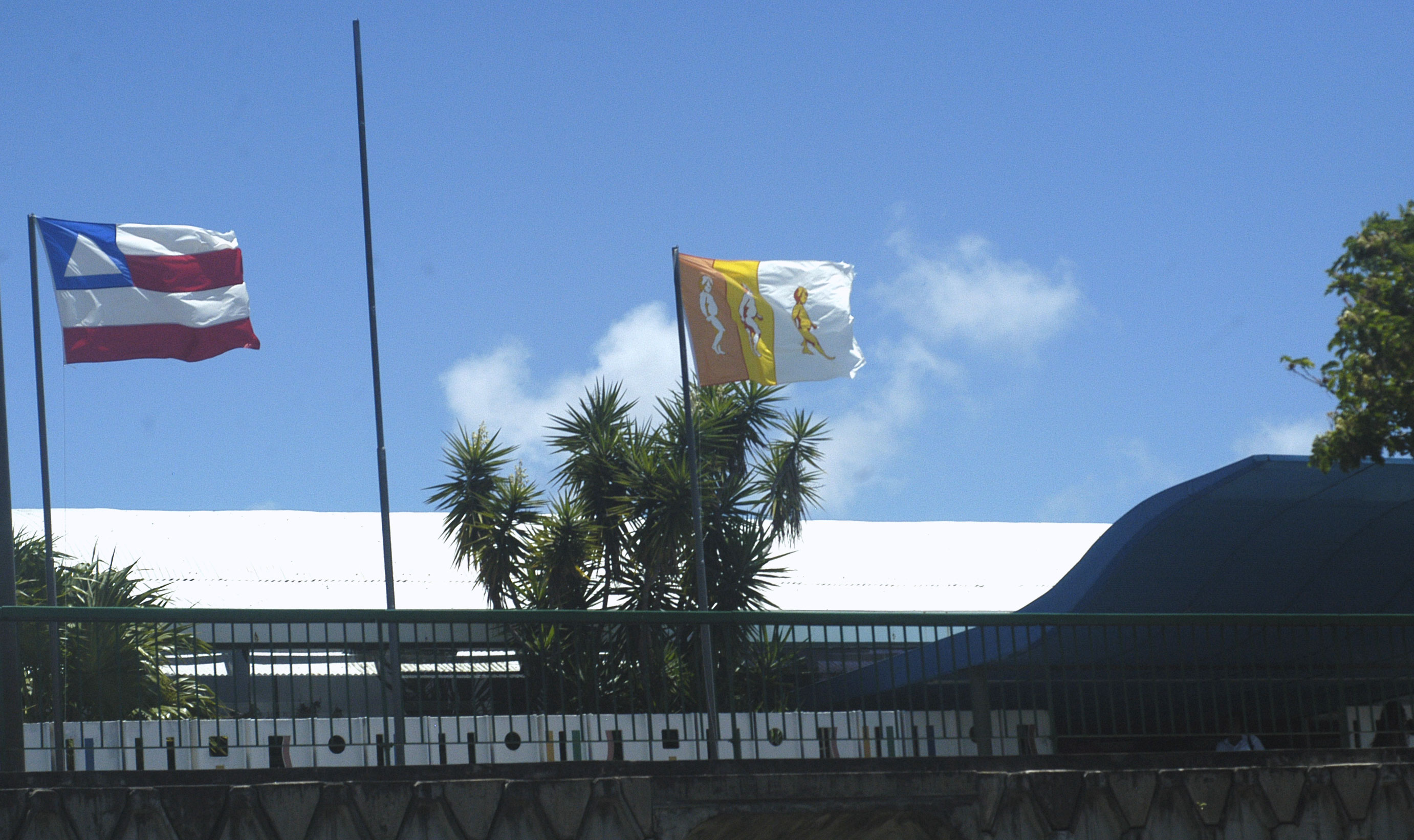
SARAH Salvador

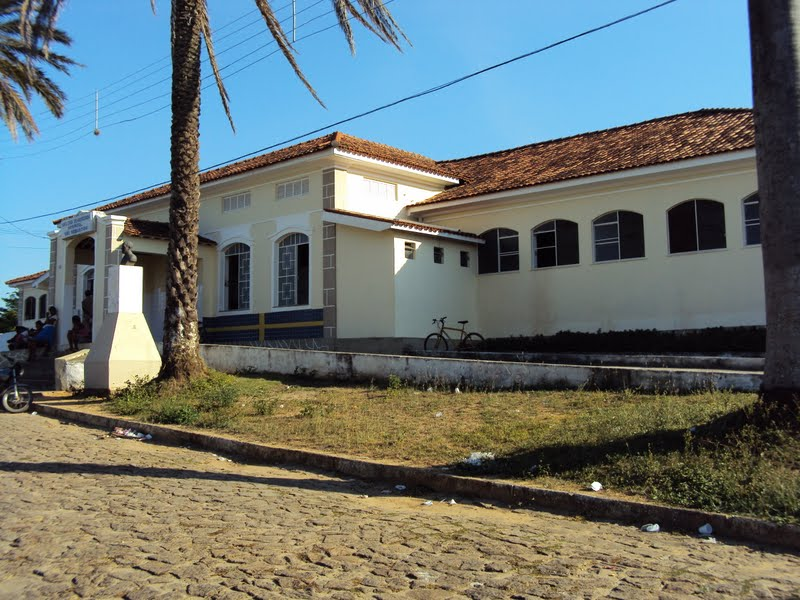
Hospital de Itambé

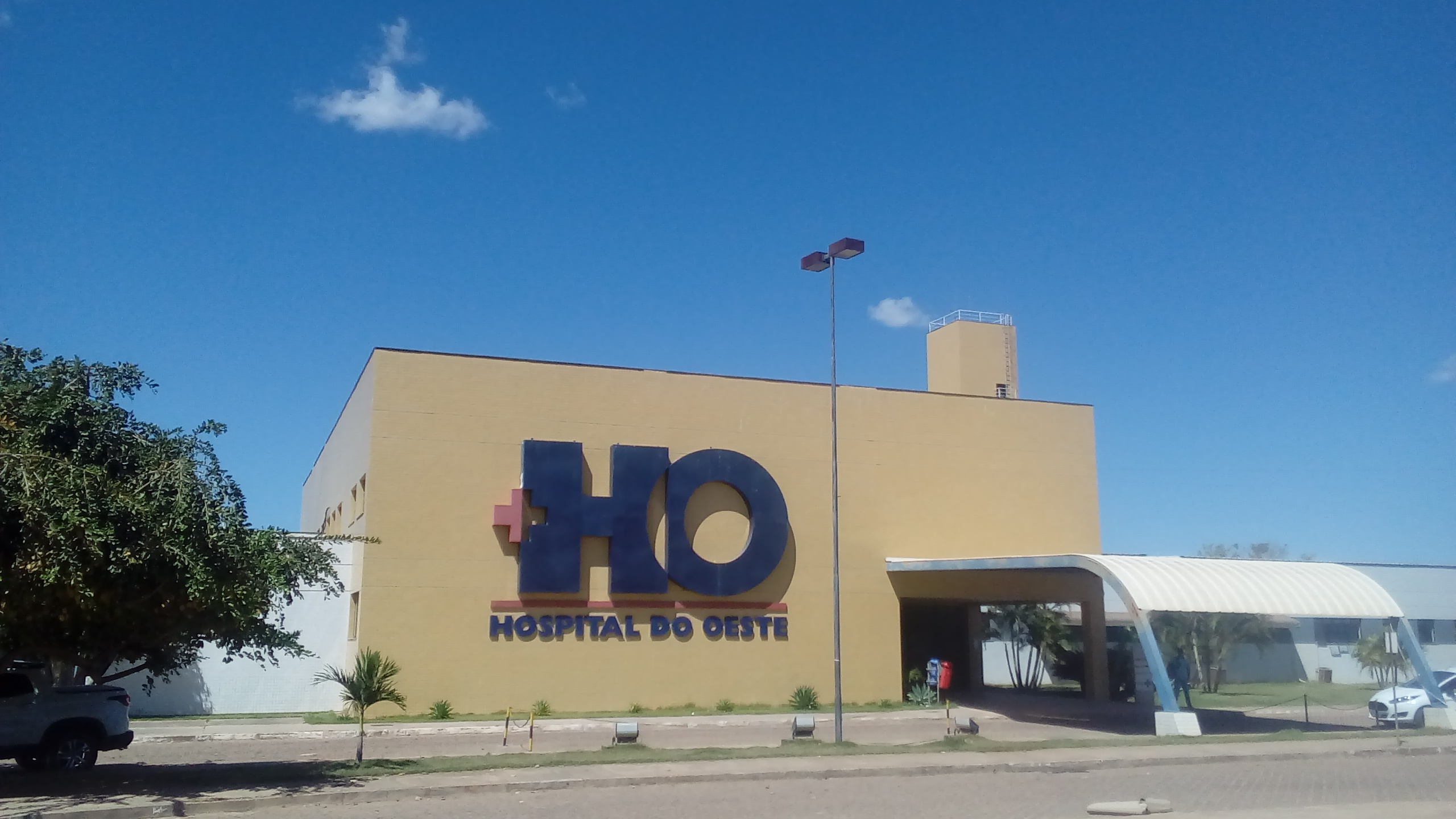
Hospital do Oeste em Barreiras

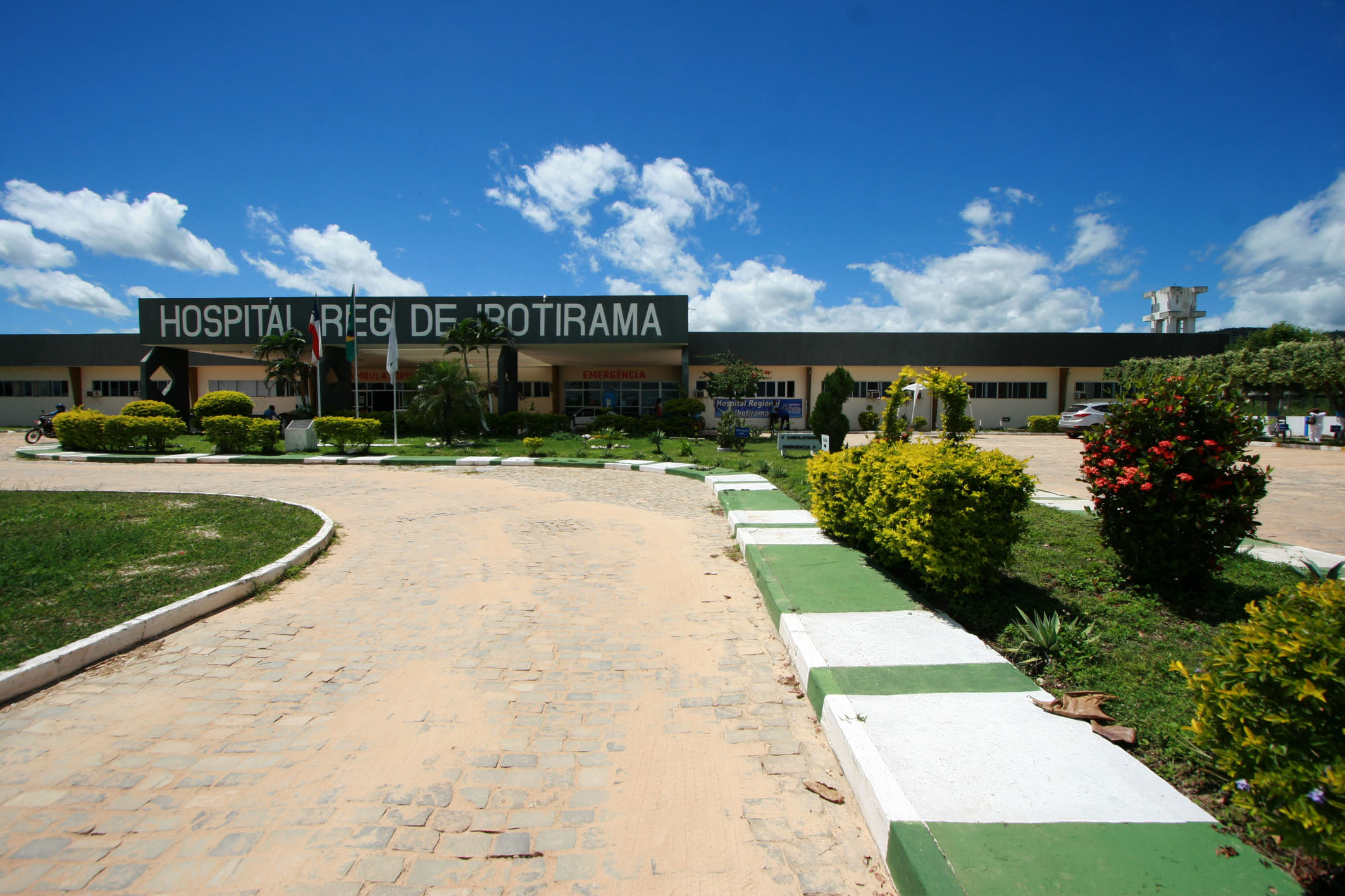
Hospital Regional de Ibotirama

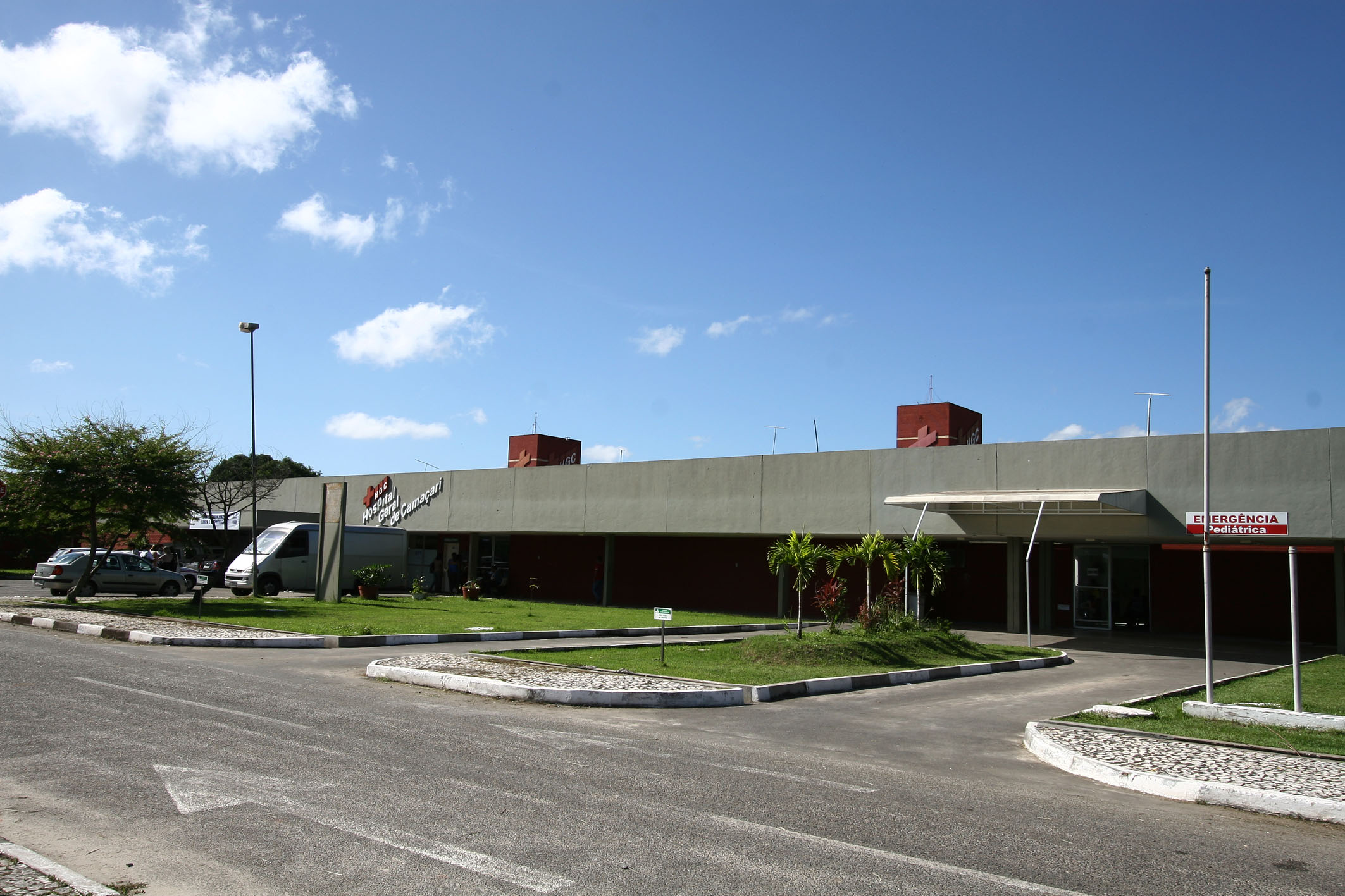
Hospital Geral de Camaçari

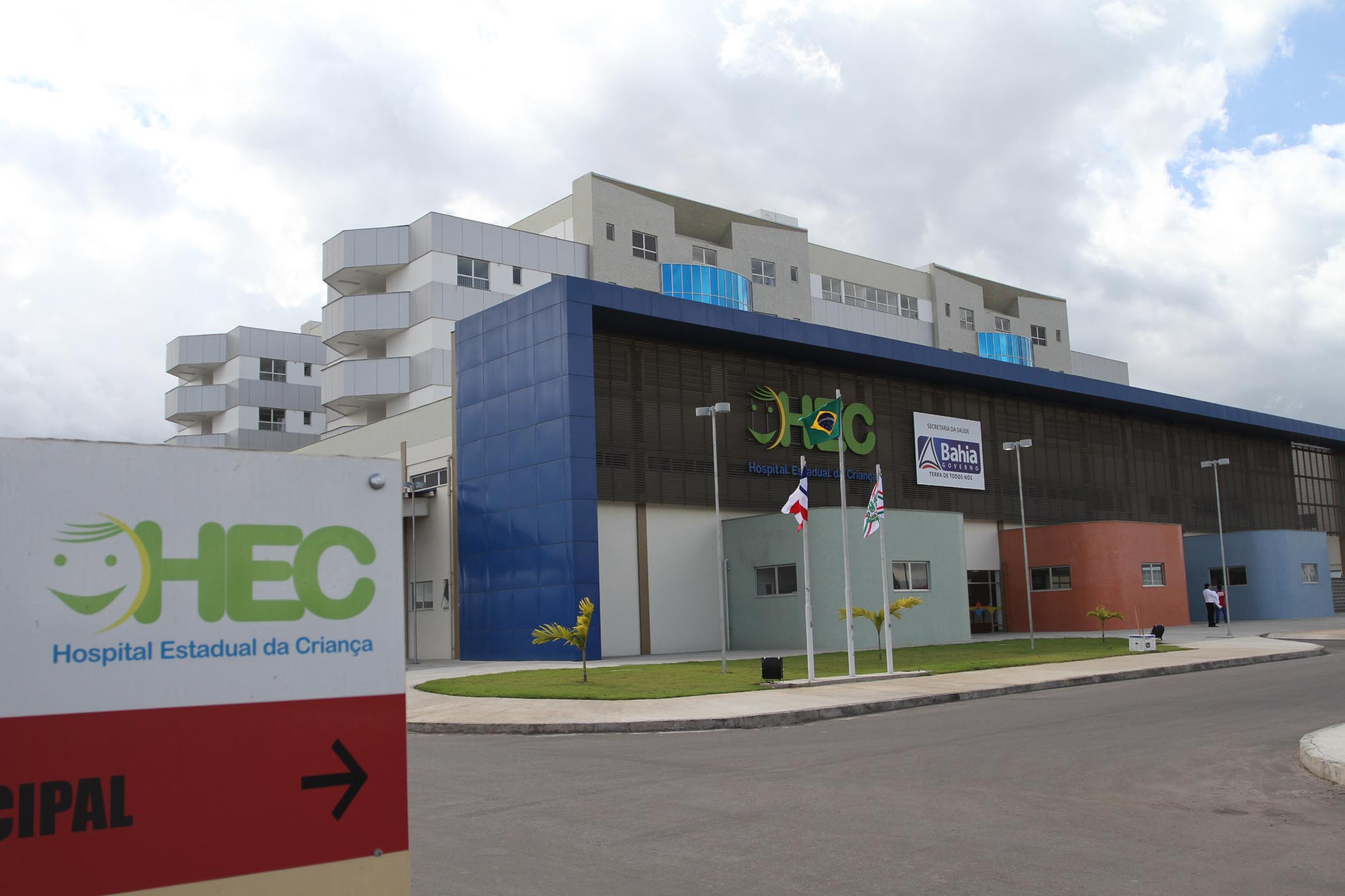
Hospital Estadual da Criança

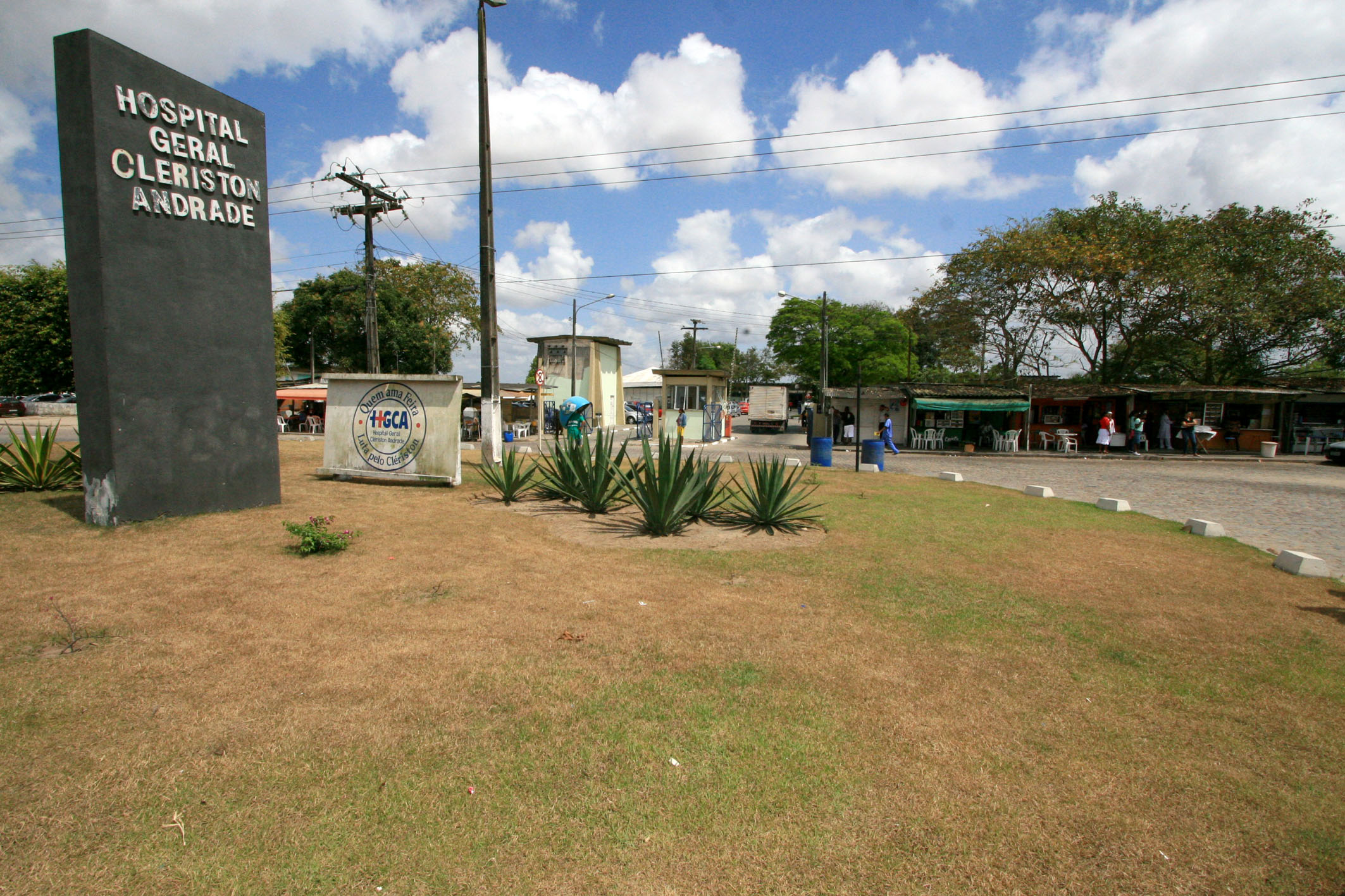
Hospital Geral Clériston Andrade

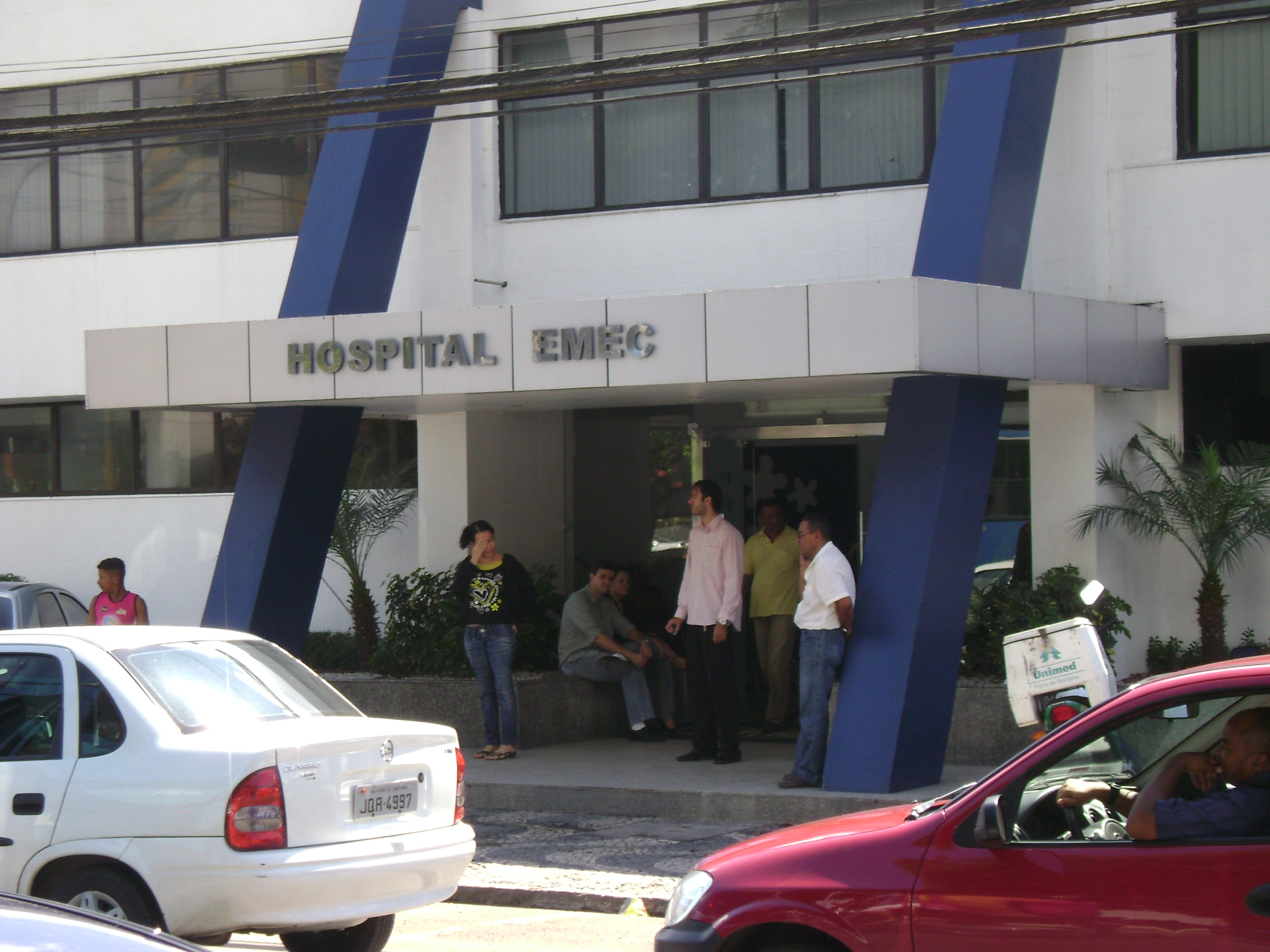
Hospital EMEC

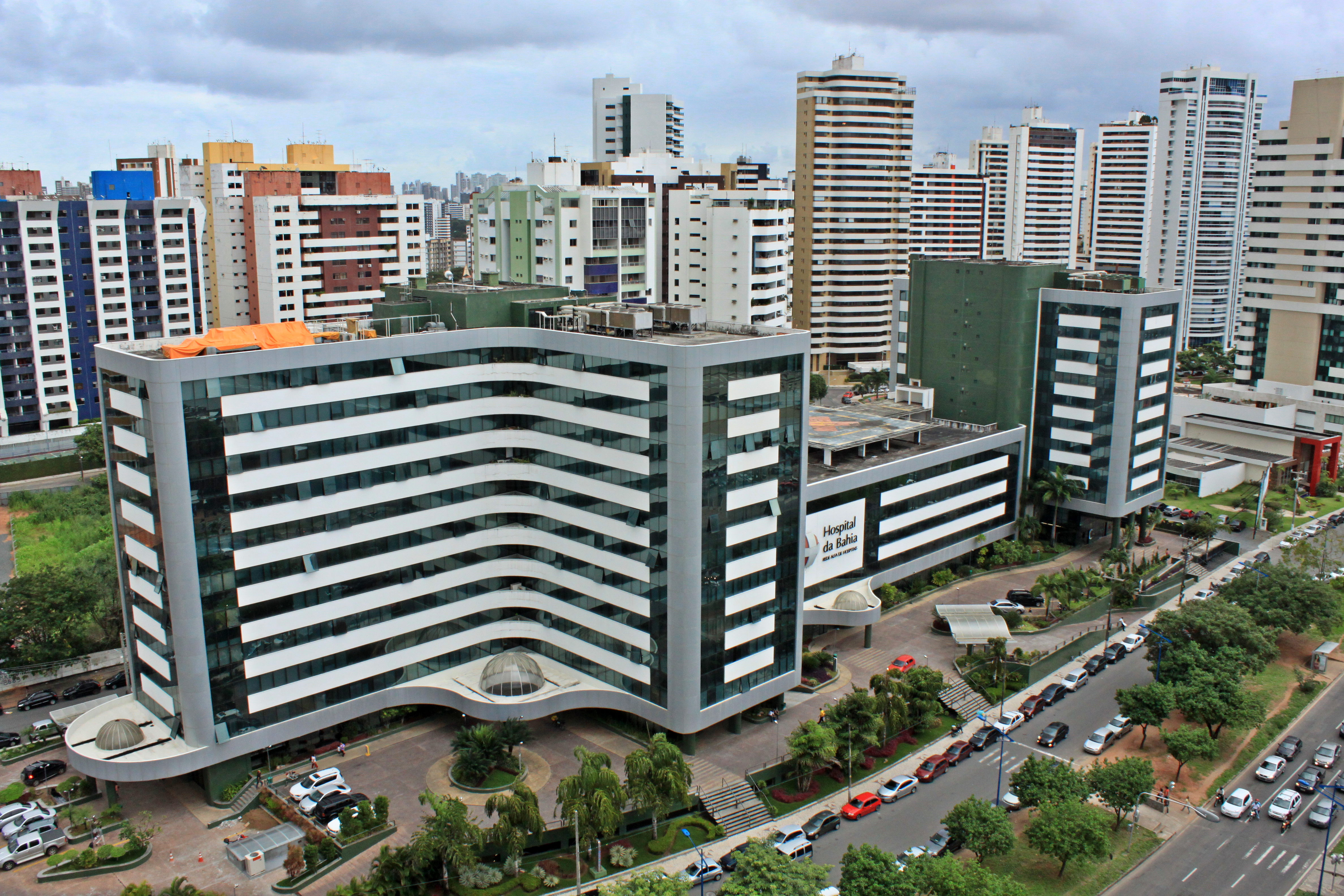
Hospital da Bahia

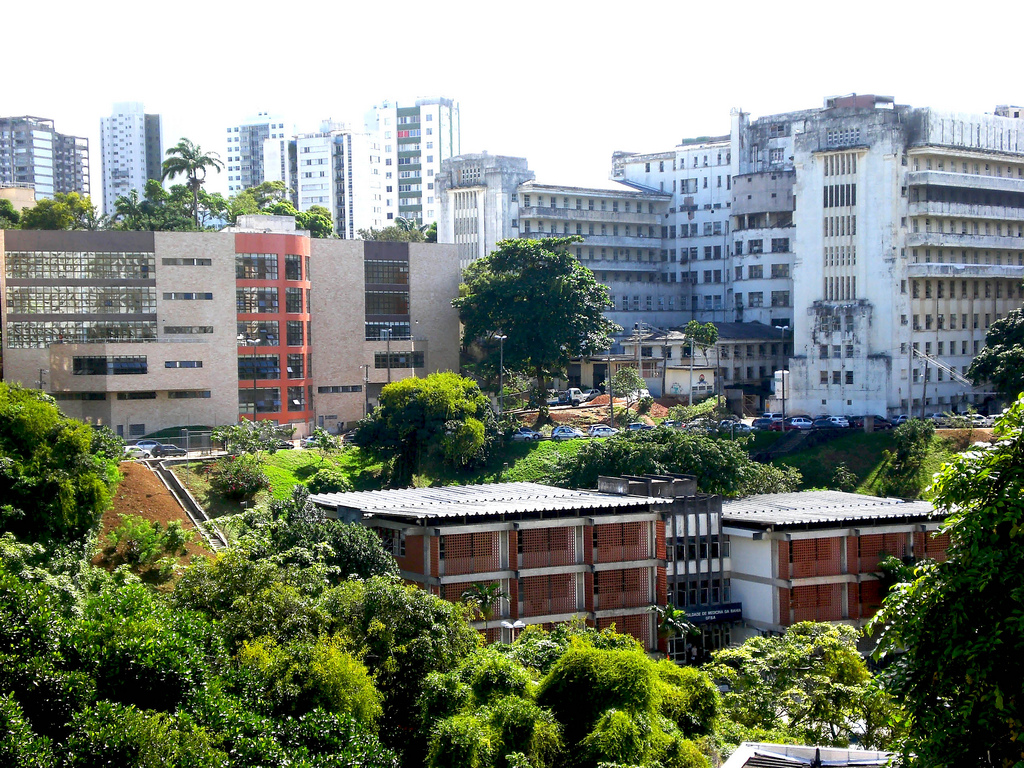
Hospital Universitário Professor Edgard Santos

Esta página é uma lista dos hospitais da Bahia. A listagem está organizada quanto à propriedade, se público ou particular.
Público
- Centro de Informações Antiveneno (CIAVE), em Salvador[1]
- Centro de Referência Estadual de Aids (CREAIDS), em Salvador[1]
- Centro de Referência Estadual de Atenção à Saúde do Idoso (CREASI), em Salvador[1]
- Centro de Referência Estadual para Assistência ao Diabetes e Endocrinologia (CEDEBA), em Salvador[1]
- Centro Estadual de Atenção ao Adolescente Isabel Souto (CRADIS), em Salvador[1]
- Centro Estadual de Prevenção e Reabilitação de Deficiência (CEPRED), em Salvador[1]
- Centro Estadual de Oncologia (CICAN), em Salvador[1]
- Complexo Hospitalar Universitário Professor Edgard Santos (COMHUPES) (universitário), em Salvador[2][3]
  - Ambulatório Professor Francisco de Magalhães Neto (AMN)[3]
  - Centro Pediátrico Professor Hosannah de Oliveira (CPPHO)[3]
  - Hospital Universitário Professor Edgard Santos (HUPES)[3]
- Hospital Ana Mariani (HAM), em Barra[4]
- Hospital Ana Nery (HAN), em Salvador[5]
- Hospital Aristides Maltez (HAM), em Salvador[6]
- Hospital Couto Maia, em Salvador[1]
- Hospital da Mulher Maria Luzia Costa dos Santos, em Salvador[7]
- Hospital Municipal de Salvador, em Salvador[8]
- Hospital de Medicina Veterinária Renato de Medeiro Neto (HOSPMEV) (universitário), em Salvador[2]
- Hospital Deputado Luís Eduardo Magalhães, em Porto Seguro[9]
- Hospital do Oeste, em Barreiras[10]
- Hospital Municipal de Catu, em Catu[8]
- Hospital do Subúrbio, em Salvador[11]
- Hospital Ernesto Simões Filho, em Salvador[1]
- Hospital Especializado Dom Rodrigo de Menezes, em Salvador[1]
- Hospital Especializado Lopes Rodrigues, em Feira de Santana[1]
- Hospital Especializado Otávio Mangabeira (HEOM), em Salvador[1][12]
- Hospital Estadual da Criança (HEC), em Feira de Santana[13]
- Hospital Geral Clériston Andrade (HGCA), em Feira de Santana[1]
- Hospital Geral de Coaraci, em Coaraci[1]
- Hospital Geral de Camaçari, em Camaçari[1]
- Hospital Geral de Ipiaú, em Ipiaú[1]
- Hospital Geral de Jeremoabo, em Jeremoabo[1]
- Hospital Geral de Vitória da Conquista, em Vitória da Conquista[1]
- Hospital Geral Prado Valadares (HGPV), em Jequié[14]
- Hospital Geral do Estado (HGE), em Salvador[1]
- Maternidade João Batista Caribé, em Salvador[1]
- Hospital Geral Menandro de Farias, em Lauro de Freitas[1]
- Hospital Geral Luiz Viana Filho, em Vitória da Conquista[1]
- Hospital Geral Roberto Santos, em Salvador[1]
- Hospital Juliano Moreira, em Salvador[1]
- Hospital Manoel Victorino, em Salvador[1]
- Hospital Mário Leal, em Salvador[1]
- Hospital Naval de Salvador (militar), em Salvador[15]
- Hospital Psiquiátrico Afrânio Peixoto, em Vitória da Conquista[1]
- Hospital Regional de Guanambi, em Guanambi[1]
- Hospital Regional de Irecê, em Irecê[16]
- Hospital Regional de Juazeiro (HRJ), em Juazeiro[17]
- Hospital Regional de Santo Antônio de Jesus (HRSAJ), em Santo Antônio de Jesus[18]
- Hospital Regional Dantas Bião (HRDB), em Alagoinhas[19]
- Hospital Regional da Chapada, em Seabra[20]
- Hospital Regional Costa do Cacau, em Ilhéus[21]
- Hospital Santo Antônio, em Salvador
- Instituto de Perinatologia da Bahia (IPERBA), em Salvador[1]
- Maternidade Albert Sabin, em Salvador[1]
- Maternidade Climério de Oliveira (MCO) (universitário), em Salvador[2]
- Maternidade de Referência Professor José Maria de Magalhães Neto, em Salvador[22]
- Maternidade Tsylla Balbino, em Salvador[1]

Particular
- Hospital Aliança, em Salvador[23]
- Hospital 2 de Julho (H2J), em Salvador[24]
- Hospital da Bahia, em Salvador[25]
- Hospital Espanhol, em Salvador[26]
- Hospital Português da Bahia (HP), em Salvador[27]
- Hospital São Rafael (HSR), em Salvador[28]
- SARAH Salvador (Rede SARAH), em Salvador[29]
- Hospital da Sagrada Família (HSF), em Salvador[30]
- Hospital Teresa de Lisieux, em Salvador[31]
- Santa Casa de Misericórdia da Bahia (SCMBA)[32]
  - Hospital Santa Izabel (HSI), em Salvador[33]